# Santa Claus (1985)
Santa Claus (Orig.:Santa Claus: The Movie) ist ein US-amerikanischer Weihnachtsfilm aus dem Jahr 1985. Er erzählt zum einen die Geschichte von der Berufung Santa Claus’ und zum anderen ein Weihnachtsabenteuer, welches zwei Waisenkinder und Patch, der Elf, erleben.

## Handlung
Am Anfang des Filmes gerät ein Holzfäller mit seiner Frau in einen Schneesturm, aus welchem er von einer Gruppe von Elfen gerettet wird. Er ist auserwählt, von nun an als unsterblicher Santa Claus jedes Jahr zu Weihnachten den Kindern Geschenke zu bringen. Bei der Herstellung der Geschenke wird er von den Elfen unterstützt.
Auf seinen Reisen nimmt sich Santa Claus schließlich des Waisenjungen Joe an, welcher nicht so recht an ihn glauben will.
Um die Produktion zu steigern, automatisiert der Elf Patch die Spielzeugherstellung. Die Maschinen können jedoch nicht die übliche Qualität der von Elfen in Handarbeit hergestellten Spielzeuge erreichen. So kommt es in der Folge zu Reklamationen der Weihnachtsgeschenke. Patch verlässt daraufhin die Werkstätten des Santa Claus.
Patch gerät schließlich in die Fänge des Spielzeugherstellers B.Z., welcher versuchen will, Santa Claus mit dem Plan, Heiligabend 2 zu etablieren, auszustechen. Mit Hilfe von Joe und dem Mädchen Cornelia gelingt es Santa Claus, diese Pläne zu durchkreuzen und Patch zurückzuholen.

## Kritik
„Zwar holzschnittartig und ein wenig kitschig, doch kindgerecht erzählt, verbindet die stellenweise poetische Geschichte ihre Botschaft von gegenseitigem Vertrauen, Güte und Hilfsbereitschaft mit Kritik an den Auswüchsen des Kapitalismus und der Werbung und liefert recht gute Unterhaltung.“

## Sonstiges
Die Produktion dieses Fantasymärchens kostete 50 Millionen Dollar. Die englische Originalversion ist 12 Minuten länger und verwendet mehr Zeit darauf, zu erklären, warum der alte Mann auserkoren ist, Santa Claus zu werden. Auf allen Blu-rays, und somit auch auf der deutschen, befindet sich ausschließlich die Originalversion, wobei diese 12 nicht synchronisierten Minuten im Originalton mit deutschem Untertitel vorliegen.

## Roman
- 1985: Joan D. Vinge: Santa Claus – Eine unglaubliche Geschichte (Romanadaption), Bastei Lübbe, ISBN 978-3-404-10640-0